# Alice Mudgarden
Alice Mudgarden was een samenwerking tussen de zangers van Alice in Chains, Mudhoney en Soundgarden, respectievelijk Layne Staley, Jerry Cantrell, Mark Arm en Chris Cornell. 
Met deze formatie namen zij samen een enkel nummer op, Right Turn, een rustig akoestisch nummer waarop de vier zangers (Staley, Cantrell, Arm en Cornell), onder begeleiding van een enkele gitaar (Cantrell), eerst om de beurt en daarna tegelijk hun vocals kunnen ten gehore brengen.
Right Turn verscheen op het Alice in Chains-album Sap.